# Sportul în Mexic
Sportul în Mexic este caracterizat de o mare diversitate, singurul care iese în evidență fiind fotbalul, de altfel Mexicul a organizat de două ori Campionatul Mondial de fotbal, în 1970 și în 1986.În anul 1968 capitala Mexicului, Ciudad De Mexico a găzduit ediția din acel an a Jocurilor Olimpice de vară.